# La Esquina, San Luis de la Paz
La Esquina är en ort i Mexiko.   Den ligger i kommunen San Luis de la Paz och delstaten Guanajuato, i den centrala delen av landet, 250 km nordväst om huvudstaden Mexico City. La Esquina ligger 1 995 meter över havet och antalet invånare är 136.
Terrängen runt La Esquina är platt åt sydväst, men åt nordost är den kuperad. Runt La Esquina är det ganska tätbefolkat, med 62 invånare per kvadratkilometer. Närmaste större samhälle är San Luis de la Paz, 16,2 km nordost om La Esquina. Trakten runt La Esquina består till största delen av jordbruksmark.